# Гранд Ривер (Охајо)
Гранд Ривер (енгл. Grand River) град је у америчкој савезној држави Охајо.

## Демографија
По попису из 2010. године број становника је 399, што је 54 (15,7%) становника више него 2000. године.
| Група             | 2000.       | 2010.       |
| Белци             | 342 (99,1%) | 373 (93,5%) |
| Афроамериканци    | 0 (0,0%)    | 6 (1,5%)    |
| Азијати           | 2 (0,6%)    | 0 (0,0%)    |
| Хиспаноамериканци | 1 (0,3%)    | 18 (4,5%)   |
| Укупно            | 345         | 399         |